# Aleurolobus wunni
Aleurolobus wunni es un hemíptero de la familia Aleyrodidae, con una subfamilia: Aleyrodinae.
Fue descrita científicamente por primera vez por Ryberg en 1938.